# Snack
Snack var en svensk adelsätt, utdöd 1713, av samma ursprung som ätten Sneckenberg.
Ättens första och sista manliga medlem var ämbetsmannen och sedermera landshövdingen på Gotland Peter Schnack (1632-1713), vilken den 3 maj 1688 adlades under namnet Snack och introducerades på Riddarhuset 1689 med ättenummer 1132. Hans första hustru var Catharina Gestrinia, dotter till professor Martinus Gestrinius och ärkebiskop Olaus Martinis dotter Elisabeth och av samma ätt som Leijonsvärd samt härstammande från Bureätten, och hans andra hustru var Anna von Wullen vars mor var en Trotzig. Han gifte därefter om sig två gånger, men inga barn i de äktenskapen förde ätten vidare.
Peter Snack fick ett mycket stort antal barn, men då samtliga av hans söner avled före honom slöt han själv sin ätt på svärdssidan. Sonen Mårten Snack från första äktenskapet var bergmästare över Södermanland, Östergötland och Småland, gifte sig med en Reenstierna och fick en dotter Charlotta som gifte sig med borgmästaren Ekebom i Norrköping.
Den sista kvinnliga medlemmen av ätten torde ha varit Peter Snacks och Catharina Gestrinias dotter Margaretha Snack, gift Lagermarck (1663-1751) och stammoder till den ätten.